# Мун Санмин
Мун Санмин (кор. 문상민?, 文相民?; род. 14 апреля 2000 года, Чхонджу, Чхунчхон-Пукто, Республика Корея) — южнокорейский актёр и модель. Наиболее известен по ролям в телесериалах: «Зонтик королевы» и «Свадьба невозможна». За роль в «Зонтике королевы» Мун был удостоен премии «Пэксан» в категории «Лучший новый актёр-новичок — телевидение» на 59-й церемонии вручения премии, а также был номинирован на телепремию «Голубой дракон» в категории «Лучший актёр-новичок» за роль в телесериале «Обязанности после школы».

## Ранняя жизнь и образование
Мун Санмин родился 14 апреля 2000 года в Чхонджу, провинция Чхунчхон-Пукто. Его семья состоит из родителей и старшего брата. Он окончил факультет моделей в школе искусств Ханлим, а сейчас учится в Университете Сонгюнгван.

## Карьера

### 2018—2021: Начало карьеры и первые роли
Мун дебютировал в качестве модели для коллекции Caruso в 2018 году, а в следующем году также дебютировала в качестве актера в веб-сериале «Четыре причины, почему я ненавижу Рождество». Затем он снялся в двух других веб-сериалах: он сыграл роль начинающего фотографа Чону в «Цвета нашего времени» и роль Джо Асо, члена команды по плаванию, в «Принц-тритон: Начало».
В 2021 году он принял участие в своём первом успешном сериале, «Моё имя», где сыграл роль Ко Гонпёна — самого молодого детектива в отделе по расследованию преступлений с наркотиками.

### 2022—настоящее время: Рост популярности и первые главные роли
В конце 2022 года он сыграл более заметную роль в сериале tvN «Зонтик королевы» в роли принца Соннама, мятежного второго сына главной героини, который в конечном итоге стал наследным принцем. Эта роль принесла ему несколько крупных наград в категории «Лучший актёр-новичок», таких как награды «Пэксан» и APAN Star, и привела к значительному росту популярности Муна. Кроме того, это привлекло к нему внимание рекламной индустрии: 29 ноября того же года его агентство объявило, что актер получил предложения примерно от двадцати компаний, в том числе от модных брендов (Buckaroo), интернет-магазинов, часов (Romanson) и игр.
Он начал 2024 год с нового сериала tvN «Свадьба невозможна», но уже со своей первой главной роли: Ли Джихана, внука семьи чеболей, который делает всё возможное, чтобы сорвать фальшивую свадьбу своего старшего брата. В том же году он сыграл ещё одну главную роль в сериале «Золушка в 2 часа ночи», сериал, трансляция которого была запланирована на канале JTBC, но который перешел на смешанное решение: платформу Coupang Play и платный канал Channel A. Ее персонаж снова молодой человек-чеболь, который не хочет отказываться от своей любви к девушке, несмотря на разницу в возрасте и статусе между ними обоими. Также он сыграл камео-роль в фильме «Возлюби врага своего».

## Фильмография

### Кино
| Год | Название | Роль    | Примечания     | Ист.   |
| --- | -------- | ------- | -------------- | ------ |
| TBA | Павана   | Кён Рок | В производстве | [ 15 ] |

### Телесериалы
| Год  | Название                | Роль                   | Примечания | Ист.                 |
| ---- | ----------------------- | ---------------------- | ---------- | -------------------- |
| 2021 | Моё имя                 | Ко Гонпён              |            | [ 16 ] [ 17 ]        |
| 2022 | Зонтик королевы         | Наследный принц Соннам |            | [ 16 ] [ 17 ] [ 18 ] |
| 2023 | Обязанности после школы | Ван Тхэман             |            | [ 19 ]               |
| 2024 | Свадьба невозможна      | Ли Джихан              |            | [ 20 ]               |
| 2024 | Золушка в 2 часа ночи   | Со Джувон              |            | [ 21 ]               |
| 2024 | Возлюби врага своего    | молодой Сок Банхи      | Камео      | [ 22 ]               |

### Веб-сериалы
| Год  | Название                                    | Роль      | Ист.          |
| ---- | ------------------------------------------- | --------- | ------------- |
| 2019 | Четыре причины, почему я ненавижу Рождество | Ём Седжин | [ 16 ] [ 17 ] |
| 2020 | Цвета нашего времени                        | Чону      | [ 17 ] [ 23 ] |
| 2020 | Принц-тритон: Начало                        | Джо Асо   | [ 16 ] [ 17 ] |

### Ведущий
| Год        | Название              | Примечания                                            | Ист.          |
| ---------- | --------------------- | ----------------------------------------------------- | ------------- |
| 2024—н. в. | Music Bank            | Ранее с соведущей Хон Ынчхэ; в данный момент с Минджу | [ 24 ] [ 25 ] |
| 2024       | 2024 KBS Drama Awards | С Чан Сонгю и Сохён                                   | [ 26 ]        |

## Награды и номинации
| Награда                     | Год  | Категория                          | Работа / Номинант            | Результат | Ист.   |
| --------------------------- | ---- | ---------------------------------- | ---------------------------- | --------- | ------ |
| APAN Star Awards            | 2023 | Лучший актёр-новичок               | Зонтик королевы              | Победа    | [ 27 ] |
| Asia Artist Awards          | 2023 | Новичок года                       | Мун Санмин                   | Победа    | [ 28 ] |
| Премия «Пэксан»             | 2023 | Лучший актёр-новичок — телевидение | Зонтик королевы              | Победа    | [ 29 ] |
| Телепремия «Голубой дракон» | 2023 | Лучший актёр-новичок               | Обязанности после школы      | Номинация | [ 30 ] |
| KBS Entertainment Awards    | 2024 | Лучшая пара                        | Music Bank (вместе с Минджу) | Победа    | [ 31 ] |
| Korea First Brand Awards    | 2023 | Лучший актёр-новичок               | Зонтик королевы              | Победа    | [ 32 ] |

### Списки
| Издатель   | Год  | Список                                          | Место | Ист.   |
| ---------- | ---- | ----------------------------------------------- | ----- | ------ |
| Elle Japan | 2022 | Топ-16 лучших актёров Халлю — восходящая звезда | 1-е   | [ 33 ] |